# Vinac
Vinac (en cyrillique : Винац) est un village de Bosnie-Herzégovine. Il est situé dans la municipalité de Jajce, dans le canton de Bosnie centrale et dans la fédération de Bosnie-et-Herzégovine. Selon les premiers résultats du recensement bosnien de 2013, il compte 1 140 habitants.

## Histoire
La forteresse de Vinac remonte au XVe siècle ; avec les ruines de la mosquée Sulejmanija, elle est inscrite sur la liste des monuments nationaux de Bosnie-Herzégovine.

## Démographie

### Évolution historique de la population
| 1948 | 1953 | 1961 | 1971 | 1981  | 1991  | 2013  |
| ---- | ---- | ---- | ---- | ----- | ----- | ----- |
| -    | -    | 596  | 830  | 1 182 | 1 341 | 1 140 |

|  |

### Communauté locale
En 1991, la communauté locale de Vinac comptait 2 676 habitants, répartis de la manière suivante :